# Barbara Coolen
Barbara Coolen (1970) is een Nederlandse journaliste en politicoloog.
Na de opleiding Journalistiek & Voorlichting in Tilburg en studeerde zij vanaf 1994 Internationale Betrekkingen aan de Universiteit van Amsterdam. Na deze studies werkte zij van 1998 tot 2000 als journalist voor het ANP en daarna tot 2003 als projectleider bij het ministerie van Buitenlandse Zaken, Het Financieele Dagblad (2008-2010)  en televisieprogramma’s Brandpunt, Buitenhof (2003-2007) en Tegenlicht (VPRO).  
Voor de NTR doet ze onderzoek en ontwikkeling voor documentaireseries over terrorisme. 
Sinds 2016 is Coolen inhoudelijk leider en hoofdredacteur van het academisch-culturele podium SPUI25 van de Universiteit van Amsterdam. Daar worden wetenschappers, kunstenaars en andere denkers samengebracht om actuele vragen te bespreken. 

## Erkenning
In 2008 won zij de journalistieke prijs De Loep voor de documentaire De verkoop van een oorlog die werd uitgezonden in het televisieprogramma Tegenlicht.Zij kreeg de prijs in de categorie Audiovisueel samen met Marije Meerman en William de Bruijn. In deze documentaire onderzoekt zij met Marije Meerman en William de Bruijn hoe de oorlog in Irak aan het publiek werd verkocht door de Amerikaanse president George Bush. 

## Prijzen
- De Loep (2008)